# Riviergezicht te Londen (Witsen)
Riviergezicht te Londen is een schilderij van de Nederlandse kunstschilder Willem Witsen, geschilderd rond 1895, olieverf op doek, 79 x 100 centimeter groot. Het toont een schimmige impressie van enkele boten en schuiten op de Theems. Het doek bevindt zich in de collectie van het Kröller-Müller Museum te Otterlo.

## Context
Witsen verbleef van 1888 tot 1891 in Londen en maakte daar een grote hoeveelheid etsen, schetsen en aquarellen. In enkele gevallen werkte hij deze later uit in olieverf, op groter formaat. Dat kan ook het geval zijn geweest met Riviergezicht te Londen. In Witsens oeuvre zat er wel vaker een aanzienlijke tijdspanne tussen het studiemateriaal en het uiteindelijke hoofdwerk. Als hij eenmaal een onderwerp in zijn hoofd had, kon het nogal eens lang rijpen alvorens het qua vorm, compositie en vooral qua gewenste sfeer helemaal uitgekristalliseerd was. Opvallend aan het hier besproken werk is echter de sterke gelijkenis met zowel een aquarel als een ets uit circa 1890, hetgeen de veronderstelling van zo'n "rijpingsproces" niet bekrachtigt: het lijkt rechtstreeks geschilderd naar zijn eigen voorbeelden.

## Invloed van Whistler

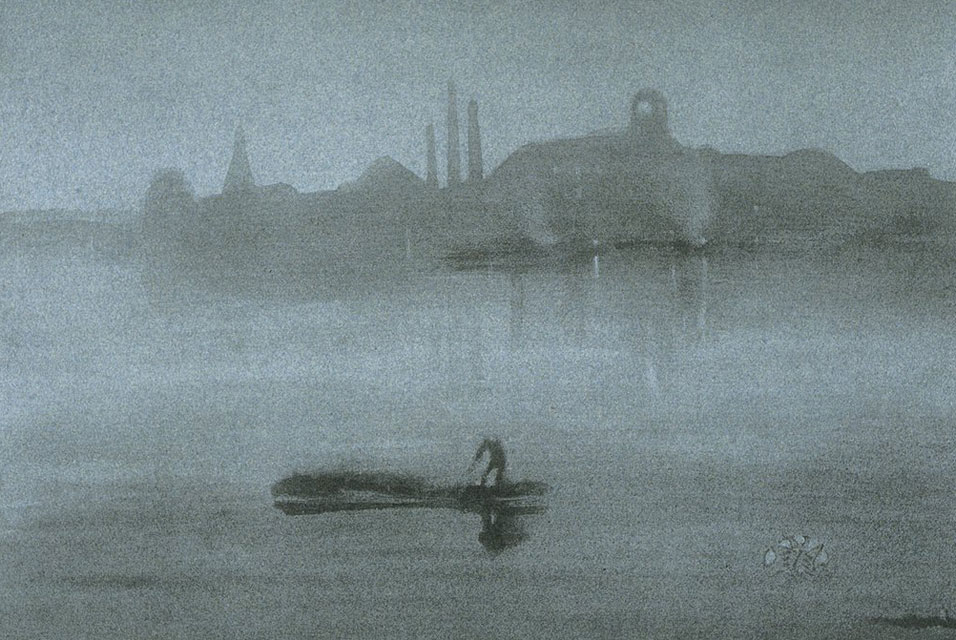
Whistler: Nocturne, 1878.

Witsen maakte te Londen kennis met het werk van James McNeill Whistler en was daarvan bijzonder onder de indruk. De invloed van Whistler is bij uitstek herkenbaar in Riviergezicht te Londen. Er is een sterke overeenkomst in werkwijze, in de fijne zilverachtige toon, maar ook in de thematische keuze en beeldafsnijding. Kenmerkend voor Witsens schilderij is de hoge afsluiting van het vlak door de brug en de schepen en eilandjes die als schimmen verschijnen, zonder vaste vorm en met weinig volume: elementen die ook in veel van Whistlers riviergezichten herkenbaar zijn, met name in zijn "nocturnes".

## Afbeelding
Riviergezicht te Londen toont een blik over de Theems vanaf Blackfriars Bridge, stroomopwaarts richting Waterloo Bridge. Op het water met de kleine eilandjes varen enkele schepen, of liggen aangemeerd. Linksachter zijn enkele hageltorens weergegeven van fabrieken waar schiethagel geproduceerd werd. De hotels en het boogdak van Charing Cross Station, die op eerdere etsen nog vagelijk herkenbaar zijn, zijn verdwenen in de mist. De sleepboot met de twee schuiten op de voorgrond is eigenlijk als enige enigszins scherp uitgewerkt. De gele schoorsteen van de sleper vormt een opvallend accent.

## Uitwerking

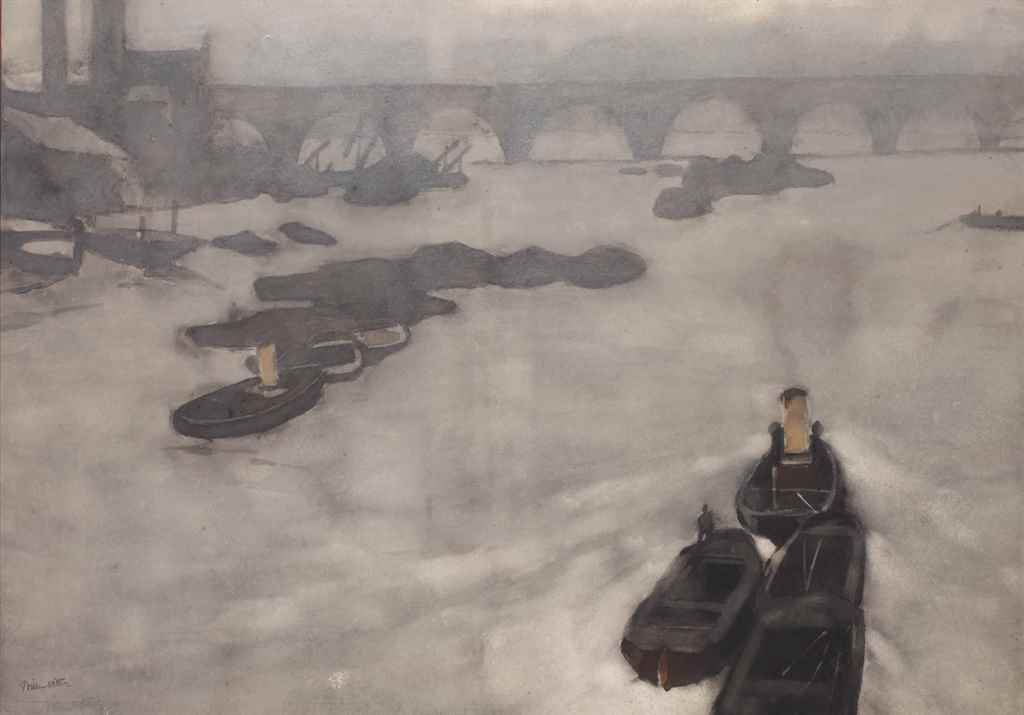
Aquarel gemaakt te Londen, circa 1890.

Niettegenstaande de vaagheid van Riviergezicht te Londen is er bij Witsen geen sprake van spontaan schilderen. Hij bestudeerde zijn onderwerp nauwkeurig. Als altijd werkte hij uitermate afgewogen en zorgvuldig, niet alleen compositorisch, maar ook met betrekking tot de stofuitdrukking en in de zuiverheid van de afbeelding.
Zo besteedde hij veel aandacht aan de schildering van het water. De sleepboot met de twee schuiten ligt op een markante plek in het water, rechts beneden, met de vaarrichting naar buiten. Met hun boeggolven maken ze een soort V-vorm in het onbestemde grijze vlak van de rivier, die terugkomt in de omringende compositie. Witsen suggereert de snelheid waarmee wordt gevaren door toetsen verf als lichtere vegen over het gehele wateroppervlak te verdelen.
De eilandjes en aangemeerde boten lijken wel abstracte vormen, die enkel een vage impressie weergeven. Op de achtergrond vervloeien de bogen en pijlers van de brug in de mist. Via het natuurlijk effect van de naderende schemering vereenvoudigt hij vorm en kleurschakeringen, aldus weloverwogen zijn ideale stemmingsweergave creërend.

## Literatuur en bronnen

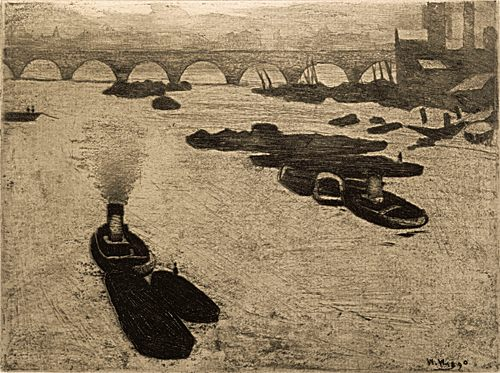
Ets, 1888-1891 (spiegelbeeld).